# تمرد بوغاتشيف
كان تمرد بوغاتشيف، الذي يُعرف أيضًا بحرب الفلاحين أو تمرد القوزاق (1773-1775)، الثورة الرئيسية من سلسلة التمردات الشعبية التي وقعت في الإمبراطورية الروسية عام 1762 بعد أن استولت كاثرين الثانية على السلطة. بدأ كتمرد منظم للقوزاق (مجموعة عِرقية للسلافيين الشرقيين الذين يقطنون بجملتهم السهوب الجنوبية في شرق أوروبا وروسيا وكازاخستان وسيبيريا) في جبال الأورال بقيادة إميليان بوغاتشيف، وهو ملازم سابق مستاء في الجيش الإمبراطوري الروسي، على خلفية اضطرابات الفلاحين العويصة والحرب مع الإمبراطورية العثمانية. بعد النجاح الأولي، تولى بوغاتشيف قيادة حكومة بديلة باسم القيصر بطرس الثالث الذي اغتيل، وأعلن نهاية القنانة (حالة من الرق أو العبودية المعدلة ظهرت أولًا خلال العصور الوسطى). شكلت هذه القيادة المنظمة تحديًا للإدارة الإمبراطورية لكاثرين الثانية.
وحّد التمرد الدعم من مختلف المجموعات بما في ذلك الفلاحين والقوزاق وكهنوت المؤمنين القدامى (هم المسيحيين الأرثوذكس الشرقيين الذين حافظوا على الطقوس والممارسات الطقوسية للكنيسة الأرثوذكسية الشرقية). عند نقطة ما، ادعت إدارة التمرد السيطرة على معظم الأراضي الواقعة بين نهر الفولغا وجبال الأورال. كانت معركة قازان في يوليو 1774 واحدة من أهم أحداث التمرد.
فشلت القوات الحكومية في الرد بفعالية على التمرد في البداية، ويرجع ذلك جزئيًا إلى الصعوبات اللوجستية وعدم تقدير حجمها. ومع ذلك، فقد سُحق التمرد في النهاية عام 1774 من قِبل الجنرال ميشيلسون في تساريتسين. قُبض على بوغاتشيف بعد فترة وجيرة وأُعدم في موسكو عام 1775. قام الجنرال بطرس بانين بأعمال انتقامية أخرى ضد مناطق المتمردين.
أُنتجت الأحداث العديد من القصص في الأسطورة والأدب، أبرزها رواية بوشكين التاريخية «ابنة الضابط» عام 1836. كانت أكبر ثورة للفلاحين في تاريخ روسيا.

## الخلفية التاريخية والأهداف
غضب الفلاحون من مساهمة النظام الملكي الروسي بتدهور الأقنان. تنازل بطرس الأكبر عن قرى بأكملها لصالح النبلاء المفضلين، بينما أكدت كاثرين العظيمة سلطة النبلاء على الأقنان مقابل تعاونهم السياسي. اشتدت الاضطرابات في القرن الثامن عشر، إذ نشبت أكثر من خمسين ثورة للفلاحين بين عامي 1762 و1769، وتُوجت هذه الثورات بتمرد بوغاتشيف، حين حشد إميليان بوغاتشيف الفلاحين والقوزاق بين عامي 1773 و1775، وتوعدوا بأن أرضي الأقنان هي ملكهم وطليقة من سلطة أسيادهم.
كانت هناك ضغوط مختلفة على الأقنان الروس خلال القرن الثامن عشر، مما دفعهم إلى اتباع بوغاتشيف. لم يعد الفلاحون في روسيا مرتبطون بأراضيهم، بل كانت الأراضي تعود إلى مالكيها. تحطمت الروابط التي كانت قائمة بين مجتمع الفلاحين والقيصر، والتي كانت تتناقص، بسبب تدخل أصحاب الأقنان كوسطاء بينهم؛ منع مالكي الأراضي هؤلاء أو عملاء الكنيسة أو الدولة الذين امتلكوا الأرض وصول الأقنان إلى السلطة السياسية. عاد العديد من النبلاء إلى ممتلكاتهم بعد عام 1762 وفرضوا قواعد أكثر صرامة على الفلاحين. قُطعت العلاقة بين الفلاحين والحاكم بشكل كبير في مرسوم عام 1767، والذي يحظر تمامًا تقديم التماسات مباشرة من الفلاحين إلى الإمبراطور. تعرض الفلاحون أيضًا إلى زيادة الضرائب غير المباشرة بسبب الزيادة في متطلبات الدولة. بالإضافة إلى ذلك، أدى الاتجاه التضخمي القوي إلى ارتفاع الأسعار على جميع السلع. شعر الفلاحون بتخلي الدولة «الحديثة» عنهم. كانوا يعيشون في ظروف يائسة ولا يملكون أي وسيلة لتغيير وضعهم، وقد فقدوا الأمل بكل احتمالات الإصلاح السياسي.
كان هناك كوارث طبيعية في روسيا خلال القرن الثامن عشر، مما زاد من الضغط على الفلاحين. أدى التكرار الدائم لفشل المحاصيل والأوبئة إلى عدم الاستقرار الاقتصادي والاجتماعي. حصل الوباء الأكبر عام 1771 في موسكو، والذي أدى إلى ظهور كل المخاوف والفزع غير الواعي والمشوش في السكان.
غيّر كل حاكم موقف الكنيسة، مما أدى إلى خلق المزيد من الضغط. أعطى بطرس الأكبر التزامات جديدة للكنيسة، في حين أن إدارتها شغلت قسمًا من الدولة العلمانية. لم تستطع موارد الكنيسة، أو وسائل الجمع، الوفاء بالالتزامات الجديدة، ونتيجة لذلك، فإنهم استغلوا الأقنان وقاموا بإدارتهم بطريقة سيئة. حفزت الاضطرابات تمردًا دائمًا بين أقنان الكنيسة.

## القيادة والاستراتيجية

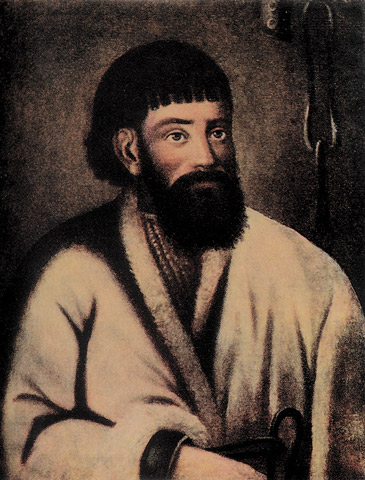
بوغاتشيف

كان يُنظر على بوغاتشيف وفقًا للذاكرة الشعبية والأساطير المعاصرة كأحد المحررين المزعومين. كان يُنظر إليه على أنه يشبه المسيح ومقدس مثل كما بطرس الثالث الذي قبل بخنوع خلعه من العرش من قِبل زوجته الشريرة كاثرين الثانية وحاشيتها. لم يتحمل الإطاحة به، لكنه تُرك ليجول في العالم. لقد جاء لمساعدة التمرد، لكنه لم يشرع به؛ ووفقًا للأسطورة الشعبية، فإن القوزاق والناس هم الذين فعلوا.
حاول بوغاتشيف إعادة إنتاج بيروقراطية سانت بطرسبرغ. أسس كليته الحربية الخاصة بصلاحيات ووظائف واسعة جدًا. من المهم التأكيد على أنه لم يعِد الفلاحين بالتحرر الكامل من الضرائب والتجنيد؛ بل منح إغاثة مؤقتة فقط. كان تصوره للدولة هو الذي يأخذ فيه الجنود دور القوزاق، مما يعني أنهم سيكونون جنودًا عسكريين أحرار بشكل دائم. وضع بوغاتشيف جميع الأفراد العسكريين الآخرين في هذه الفئة أيضًا، حتى النبلاء والضباط الذين انضموا إلى صفوفه. كان ينظر إلى جميع الفلاحين على أنهم خدم للدولة، وكانوا ليصبحوا فلاحين للدولة ويعملوا كقوزاق في الميليشيات. تصور بوغاتشيف أن يعود النبلاء إلى وضعهم السابق كجنود للقيصر مقابل أجر بدلًا من كونهم أصحاب العقارات والأقنان. أكد بوغاتشيف تحرر الفلاحين من النبلاء. توقع بوغاتشيف أن يواصل الفلاحون عملهم، لكنه منحهم حرية العمل وامتلاك الأرض. سيتمتعون أيضًا بالحريات الدينية، ووعد بوغاتشيف باستعادة الروابط بين الحاكم والشعب، والقضاء على دور النبيل كوسيط.

## تحدي الدولة الروسية
في عام 1773، هاجم جيش بوغاتشيف سامارا واحتلها. جاء أعظم انتصار له مع الاستيلاء على قازان، حيث امتدت أراضيه التي استولى على من نهر الفولغا إلى جبال الأورال. على الرغم من التنظيم الجيد إلى حد ما للتمرد في ذلك الوقت، فإن الميزة الرئيسية لبوغاتشيف في وقت مبكر كانت عدم وجود جدية في التمرد. اعتبرت كاثرين العظمى القوزاق المزعجين بمثابة مزحة ووضعت مكافأة صغيرة من حوالي 500 روبل على رأس بوغاتشيف. ولكن بحلول عام 1774، تم التعامل مع التهديد بشكل أكثر جدية؛ بحلول نوفمبر، كانت المكافأة أكثر من 28,000 روبل. فقد الجنرال الروسي ميشيلسون العديد من الرجال بسبب نقص وسائل النقل والانضباط بين قواته، في حين حقق بوغاتشيف العديد من الانتصارات المهمة.
بدأ بوغاتشيف بالتمرد في منتصف سبتمبر 1773. كان لديه قوة كبيرة مؤلفة من القوزاق والفلاحين الروس وأقنان المصانع وغير الروس الذين طغوا على عدة مواقع استيطانية على طول اللايك ودخلوا إلى أورينبورغ، عاصمة المنطقة، في أوائل أكتوبر. أثناء محاصرة هذه القلعة، دمر المتمردون إحدى بعثات الإغاثة الحكومية ونشروا التمرد شمالًا في جبال الأورال، وغربًا إلى الفولغا، ومن الشرق إلى سيبيريا. هُزمت مجموعات بوغاتشيف في أواخر مارس وأوائل أبريل 1774 من قِبل فيلق الإغاثة الثاني بقيادة الجنرال بيبيكوف، لكن بوغاتشيف هرب إلى جنوب جبال الأورال في باسكيريا، حيث جند أنصارًا جدد. ثم، هاجم المتمردون مدينة قازان، وأحرقوا معظمها في 23 يوليو 1774.

## الهزيمة
بحلول أواخر عام 1774، كان المد قد انقلب، وأدى انتصار الجيش الروسي في تساريتسين إلى مقتل ما بين 9,000 إلى 10,000 من المتمردين. أكملت الأعمال الانتقامية الوحشية التي قام الجنرال الروسي بانين، بعد القبض على بينزا، هزيمتهم. بحلول أوائل سبتمبر، كان التمرد قد سُحق. تعرض إميليان بوغاتشيف للخيانة من قِبل القوزاق عندما حاول الفرار في منتصف سبتمبر 1774. قُطع رأسه وجسده في 21 يناير 1775 في موسكو.